# Horst Spengler
Horst Spengler, nemški rokometaš, * 10. februar 1950, Gießen-Lützellinden.
Leta 1976 je na poletnih olimpijskih igrah v Montrealu v sestavi nemške rokometne reprezentance osvojil četrto mesto.